# Craig Bellamy
Craig Douglas Bellamy (Cardiff, 13 de julho de 1979) é um treinador e ex-futebolista galês que atuava como atacante. Atualmente comanda a Seleção Galesa. 

## Carreira

### Newcastle United
Desde sua saída do Newcastle United, onde ficou por quatro temporadas, o temperamental galês nunca passou mais de duas temporadas em uma equipe. Ganhou maior visibilidade internacional quando esteve no Liverpool, na temporada 2006-07. 

### West Ham United
Em janeiro de 2009, acertou sua transferência do West Ham United para o Manchester City para ser treinado por Mark Hughes, técnico que junto da comissão técnica considera fundamental para o desenvolvimento de sua carreira. Em 2006 jogou pelo Blackburn em uma boa temporada que chamou a atenção do Liverpool para que o contratasse. 

### Manchester City
No dia 19 de dezembro de 2009 o Manchester City trocou de técnico com a entrada de Roberto Mancini; já no primeiro dia de treino, Bellamy se desentendeu com ele, pelo motivo de o treinador dar uma dura carga de exercícios ao jogador. De acordo com especulações do jornal The Sun, Bellamy estaria de saida dos Citizens.

### Liverpool
Em 17 de agosto de 2010, com pouquíssimas chances no City, foi acertado o seu empréstimo de uma temporada ao Cardiff City, do seu país natal. Depois da passagem frustrada pelo seu país, Bellamy anuncia seu retorno ao Liverpool, em meados de setembro de 2011, surpreendendo o futebol inglês. Não participou do jogo das eliminatórias da Euro 2012, com a Inglaterra, no mesmo mês por estar cumprindo suspensão. Fez 6 gols pelo Liverpool durante o Campeonato Inglês e um de seus gols foi na goleada sobre o Wolverhampton por 3 a 0 fora de casa. E outro gol contra o Newcastle, em que seu time venceu de virada por 3 a 1 com dois gols seu e um de Steven Gerrard.
Em 21 de janeiro de 2012, ele marcou outro contra o Bolton Wanderers em que o Liverpool perdeu por 3 a 1. Ele fez um gol contra o Manchester City empatando o jogo e levando o seu time a final da Copa da Liga Inglesa.

### Retorno ao Cardiff City
Em agosto de 2012 retornou ao Cardiff City. Em 10 de agosto de 2012, Bellamy completou sua transferência para o Cardiff City em um contrato de dois anos. Ele fez sua primeira partida em sua segunda passagem pelo Cardiff em uma vitória em casa em 17 de agosto por 1-0 contra o Huddersfield Town. Ele marcou seu primeiro gol na volta ao Cardiff em 15 de setembro com um chute de 20 jardas contra o Leeds United, o Cardiff ganhou o jogo por 2-1. O segundo gol de Bellamy veio em 2 de outubro contra o Birmingham City, mas no final do mês, ele sofreu uma lesão no tornozelo logo depois de voltar de uma lesão no joelho, o que significa que ele estaria fora por 2 semanas. Ele fez o seu retorno em 17 de novembro contra o Middlesbrough entrando como substituto, Bellamy então depois voltou para o onze inicial após a lesão contra o Derby County. Ele marcou seu primeiro gol desde o retorno em uma vitória por 4-1 sobre seu ex-clube, o Blackburn Rovers. Bellamy comemorou 50 jogos pelo Cardiff, ao marcar contra o rival Leicester City.

## Carreira internacional

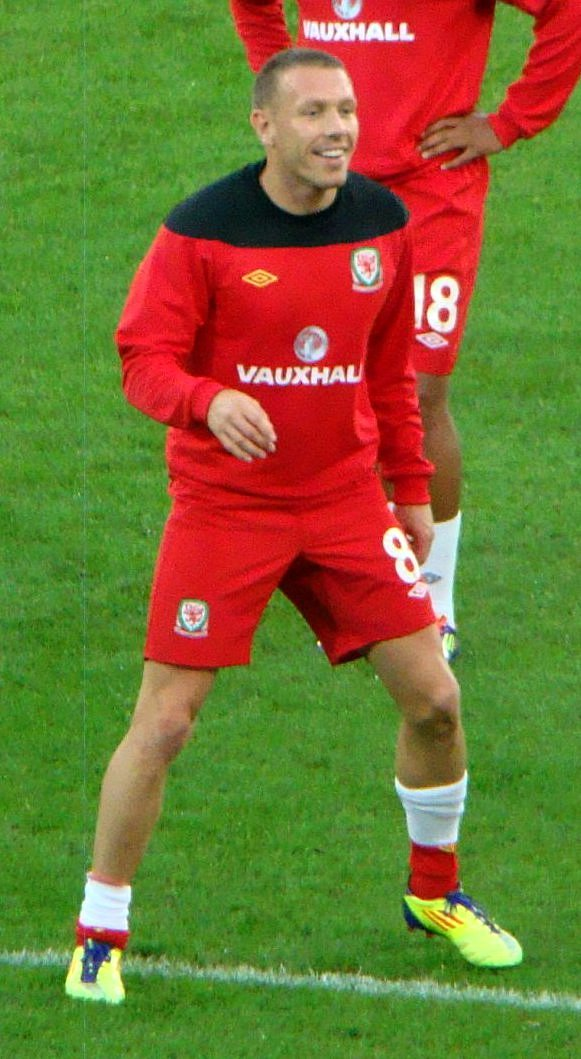
Bellamy treinando no País de Gales em 2011.

Bellamy fez sua estreia internacional pelo País de Gales em 25 de Março de 1998, em um jogo amistoso contra a Jamaica em Ninian Park, como um substituto no lugar de Gareth Taylor. Ele marcou seu primeiro gol para o seu país na sua próxima partida em 4 de Junho de 1998, durante uma vitória por 3-0 sobre Malta. Ele marcou gols contra Dinamarca, Noruega e Argentina. 
Em 16 de Outubro de 2002, ele marcou seu gol possivelmente mais famoso pelo País de Gales, nas eliminatórias para a Eurocopa 2004, em vitória sobre a Itália.

### Seleção Britânica
Com a seleção galesa não conseguindo chegar a grandes torneios, Bellamy só foi participar de sua primeira competição de seleções nas Olimpíadas de 2012, sendo um dos veteranos acima de 23 anos convocados pela anfitriã Grã-Bretanha. A seleção britânica estava sem jogar havia mais de quarenta anos, e Bellamy marcou o primeiro gol da retomada do GB Team, na estreia olímpica, frente ao Senegal; os britânicos não haviam conseguido marcar contra o Brasil, na única partida deles anterior aos Jogos.
Na estréia das seleções britânicas masculina e feminina de futebol nos Jogos Olímpicos de 2012, atletas não-ingleses recusaram-se a cantar o God Save the Queen (Deus salve a Rainha, em inglês), o hino nacional britânico. Na equipe feminina, Kim Little e Ifeoma Dieke, ambas escocesas, foram as que não cantaram e, na equipe masculina, quem não cantou foram os galeses Ryan Giggs e Craig Bellamy. A atitude dos atletas foi muito criticada por torcedores do Reino Unido.

## Vida Pessoal
Bellamy foi criado em Menai Way, Trowbridge, Cardiff, onde sua família ainda hoje vive. Ele frequentou a Escola Primária Baden Powell, Trowbridge Junior School e Rumney Middle School. Ele jogou futebol de base pelo Caer Castell FC, onde seu pai era gerente. Ele disse ter sido um entusiasmado torcedor do Liverpool em sua juventude, ao lado de seu clube natal, Cardiff City. 
Bellamy se casou com sua namorada da adolescência Claire Jansen em junho de 2006 na Igreja de St Bride na vila de St Bride's-super-Ely, perto de Cardiff. O casal tem três filhos, dois filhos, Ellis, que é atualmente um membro do sistema de desenvolvimento da juventude em Newport County, e Cameron e uma filha Lexie. Antes de sua transferência para o Cardiff City, Bellamy viveu em Manchester a maior parte da semana, enquanto sua esposa e filhos viviam na casa da família em Peterston-super-Ely.
Em março de 2012 Ellis Bellamy foi selecionado para o País de Gales Sub-16.

## Estatísticas

### Gols pela seleção
País de Gales
| Gol | Data                    | Estádio                                             | Adversário    | Placar | Resultado | Competição                                  |
| --- | ----------------------- | --------------------------------------------------- | ------------- | ------ | --------- | ------------------------------------------- |
| 1.  | 3 de Junho de 1998      | Ta' Qali National Stadium, Attard, Malta            | Malta         | 1–0    | 3–0       | Amistoso                                    |
| 2.  | 10 de Outubro de 1998   | Parken Stadium, Copenhague, Dinamarca               | Dinamarca     | 2–1    | 2–1       | UEFA Euro 2000 qualificação                 |
| 3.  | 5 de Setembro de 2001   | Ullevaal Stadion, Oslo, Noruega                     | Noruega       | 2–1    | 2–3       | Eliminatórias da Copa do Mundo FIFA de 2002 |
| 4.  | 13 de Fevereiro de 2002 | Millennium Stadium, Cardiff, País de Gales          | Argentina     | 1–0    | 1–1       | Amistoso                                    |
| 5.  | 16 de Outubro de 2002   | Millennium Stadium, Cardiff, País de Gales          | Itália        | 2–1    | 2–1       | UEFA Euro 2004 qualificação                 |
| 6.  | 29 de Março de 2003     | Millennium Stadium, Cardiff, País de Gales          | Azerbaijão    | 1–0    | 4–0       | UEFA Euro 2004 qualificação                 |
| 7.  | 18 de Agosto de 2004    | Skonto Stadium, Riga, Letônia                       | Letónia       | 2–0    | 2–0       | Amistoso                                    |
| 8.  | 9 de Fevereiro de 2005  | Millennium Stadium, Cardiff, País de Gales          | Hungria       | 1–0    | 2–0       | Amistoso                                    |
| 9.  | 9 de Fevereiro de 2005  | Millennium Stadium, Cardiff, País de Gales          | Hungria       | 2–0    | 2–0       | Amistoso                                    |
| 10. | 11 de Outubro de 2006   | Millennium Stadium, Cardiff, País de Gales          | Chipre        | 3–0    | 3–1       | UEFA Euro 2008 qualificação                 |
| 11. | 14 de Novembro de 2006  | Racecourse Ground, Wrexham, País de Gales           | Liechtenstein | 3–0    | 4–0       | Amistoso                                    |
| 12. | 26 de Maio de 2007      | Racecourse Ground, Wrexham, País de Gales           | Nova Zelândia | 1–1    | 2–2       | Amistoso                                    |
| 13. | 26 de Maio de 2007      | Racecourse Ground, Wrexham, País de Gales           | Nova Zelândia | 2–2    | 2–2       | Amistoso                                    |
| 14. | 26 de Maio de 2007      | Štadión Antona Malatinského, Trnava, Eslováquia     | Eslováquia    | 2–1    | 5–2       | UEFA Euro 2008 qualificação                 |
| 15. | 26 de Maio de 2007      | Štadión Antona Malatinského, Trnava, Eslováquia     | Eslováquia    | 3–1    | 5–2       | UEFA Euro 2008 qualificação                 |
| 16. | 19 de Novembro de 2008  | Brøndby Stadion, Brøndby, Dinamarca                 | Dinamarca     | 1–0    | 1–0       | Amistoso                                    |
| 17. | 10 de Outubro de 2009   | Estádio Olímpico de Helsinque, Helsinque, Finlândia | Finlândia     | 1–1    | 1–2       | Eliminatórias da Copa do Mundo FIFA de 2010 |
| 18. | 11 de Agosto de 2010    | Parc y Scarlets, Llanelli, País de Gales            | Luxemburgo    | 5–1    | 5–1       | Amistoso                                    |
| 19. | 12 de Novembro de 2011  | Cardiff City Stadium, Cardiff, País de Gales        | Noruega       | 2–0    | 4–1       | Amistoso                                    |

Grã-Bretanha
| Gol | Data                | Estádio                               | Adversário | Placar | Resultado | Competição         |
| --- | ------------------- | ------------------------------------- | ---------- | ------ | --------- | ------------------ |
| 1.  | 26 de Junho de 2012 | Old Trafford, Manchester, Reino Unido | Senegal    | 1–0    | 1–1       | Olimpíadas de 2012 |

## Títulos
Celtic
- Copa da Escócia: 2005

Manchester City
- FA Cup: 2010-11

Liverpool
- FA Community Shield: 2006
- Carling Cup: 2011-12

Cardiff City
- Football League Championship: 2012-13

### Prêmios Individuais
- Melhor jogador galês: 2007
- PFA Melhor jogador jovem do ano: 2001-02
- Melhor jogador do Blackburn: 2005-06
- Gol da temporada da Premier League: abril 2006, setembro 2009
- Melhor jogador do mês do campeonato escocês: março 2005
- Melhor jogador do mês Standard Chartered: dezembro 2011, janeiro 2012